# Elizabeth Kortright Monroe
Elizabeth Kortright Monroe (New York, 30 juni 1768 - Richmond (Virginia), 23 september 1830) was de echtgenote van Amerikaans president James Monroe en de first lady van het land tussen 1817 en 1825.
Ze stamde af van een Nederlandse familie uit New York. Op 17-jarige leeftijd trouwde ze met de tien jaar oudere advocaat James Monroe. De bruiloft van hun dochter, Maria Hester Monroe, was de eerste bruiloft in het Witte Huis. Tijdens haar jaren als first lady verslechterde haar gezondheid en kon ze niet meer al haar taken vervullen.
De society van Washington vond Elizabeth afstandelijk en snobistisch door haar zwakke gezondheid; de president deed echter niets om dat te weerleggen.
Na nog enkele slepende ziekten overleed ze in 1830 op 62-jarige leeftijd. Ze is begraven in Richmond.
- Library of Congress Control Number: n86022541
- SNAC: w6cs6htd
- Virtual International Authority File: 72866646
- WorldCat: E39PBJtX7qmtwjD8KkG4936h73

Martha Washington ·
Abigail Adams ·
Martha Jefferson Randolph ·
Dolley Madison ·
Elizabeth Kortright Monroe ·
Louisa Adams ·
Emily Donelson ·
Sarah Yorke Jackson ·
Angelica Van Buren ·
Anna Harrison ·
Letitia Tyler ·
Priscilla Tyler ·
Julia Tyler ·
Sarah Polk ·
Margaret Taylor ·
Abigail Fillmore ·
Jane Pierce ·
Harriet Lane ·
Mary Lincoln ·
Eliza Johnson ·
Julia Grant ·
Lucy Hayes ·
Lucretia Garfield ·
Mary McElroy ·
Rose Cleveland ·
Frances Cleveland ·
Caroline Harrison ·
Mary Harrison McKee ·
Ida McKinley ·
Edith Roosevelt ·
Helen Taft ·
Ellen Wilson ·
Edith Wilson ·
Florence Harding ·
Grace Coolidge ·
Lou Hoover ·
Eleanor Roosevelt ·
Bess Truman ·
Mamie Eisenhower ·
Jacqueline Kennedy ·
Lady Bird Johnson ·
Pat Nixon ·
Betty Ford ·
Rosalynn Carter ·
Nancy Reagan ·
Barbara Bush ·
Hillary Clinton ·
Laura Bush ·
Michelle Obama ·
Melania Trump ·
Jill Biden ·
Melania Trump